# Playa de Doniños
La playa de Doniños es la playa más conocida del municipio de Ferrol, en la provincia de La Coruña (Galicia, España). Se encuentra en la parroquia de Doniños, en las afueras de la capital ferrolana. Tiene la distinción de Bandera Azul.

## Características
Es un arenal semiurbano, con paseo marítimo y zona de recreo para niños. La playa tiene una longitud de casi 2 km y es conocida porque en ella se practican habitualmente deportes como el surf o el bodyboard, gracias al fuerte oleaje que se produce. La playa dispone de todos los equipamientos (chiringuitos, bares, puesto de socorro y salvamento, duchas, papeleras).
Los dos extremos de la playa están especialmente vigilados por las corrientes que se producen.
En las inmediaciones de la playa se encuentran una zona dunar, la laguna de Doniños, un amplio pinar de monte común y el castro de Lobadiz. También se conservan restos de una batería de artillería de costa del siglo XVIII, que formaba parte de un conjunto defensivo.

## Accesos
La playa está bien comunicada. Para llegar a ella, desde Ferrol, hay que tomar la carretera Ferrol-San Xurxo. En Valón (km 2), tomar el desvío señalizado a Doniños. Existen dos accesos: O Outeiro, al Norte y con amplio aparcamiento, y Punta Penencia, al Sur y con un aparcamiento más pequeño.

## Galería de imágenes

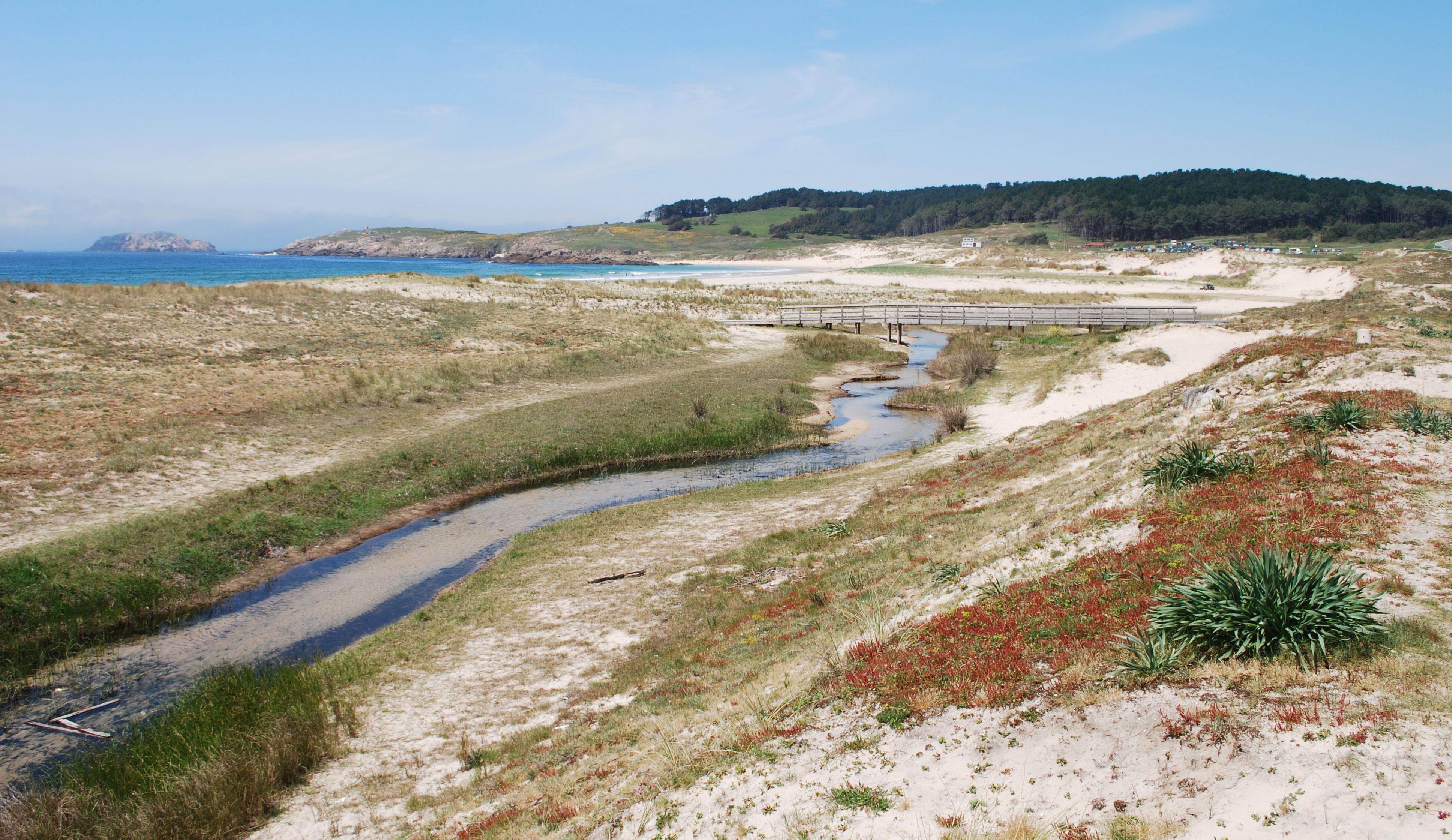
Playa de Doniños.
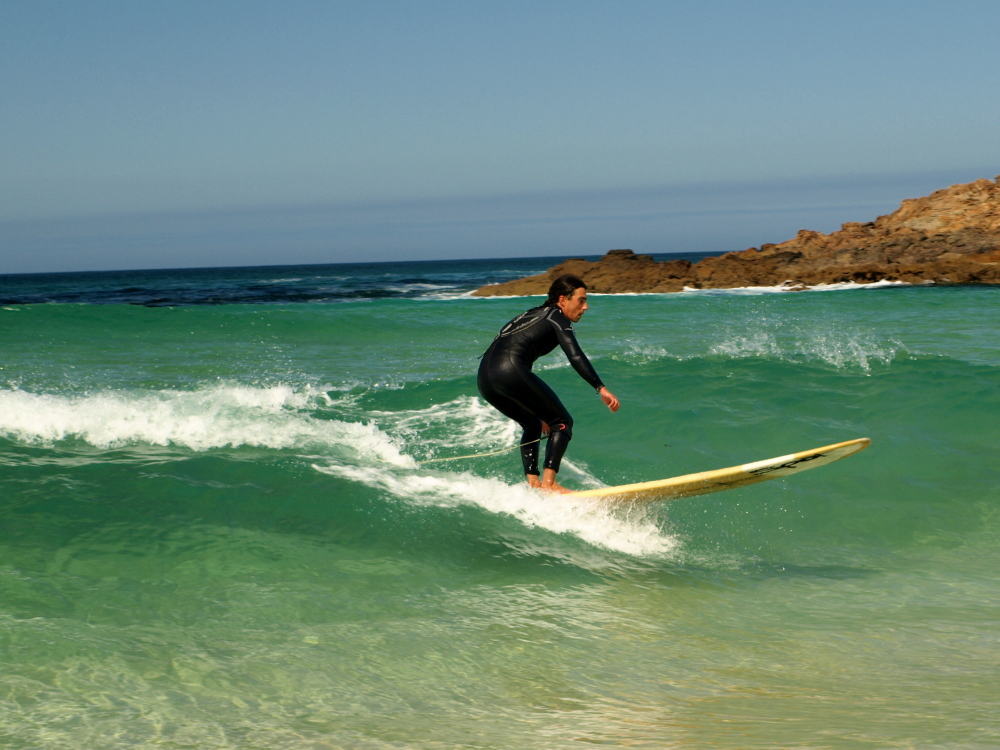
Surf en Doniños.
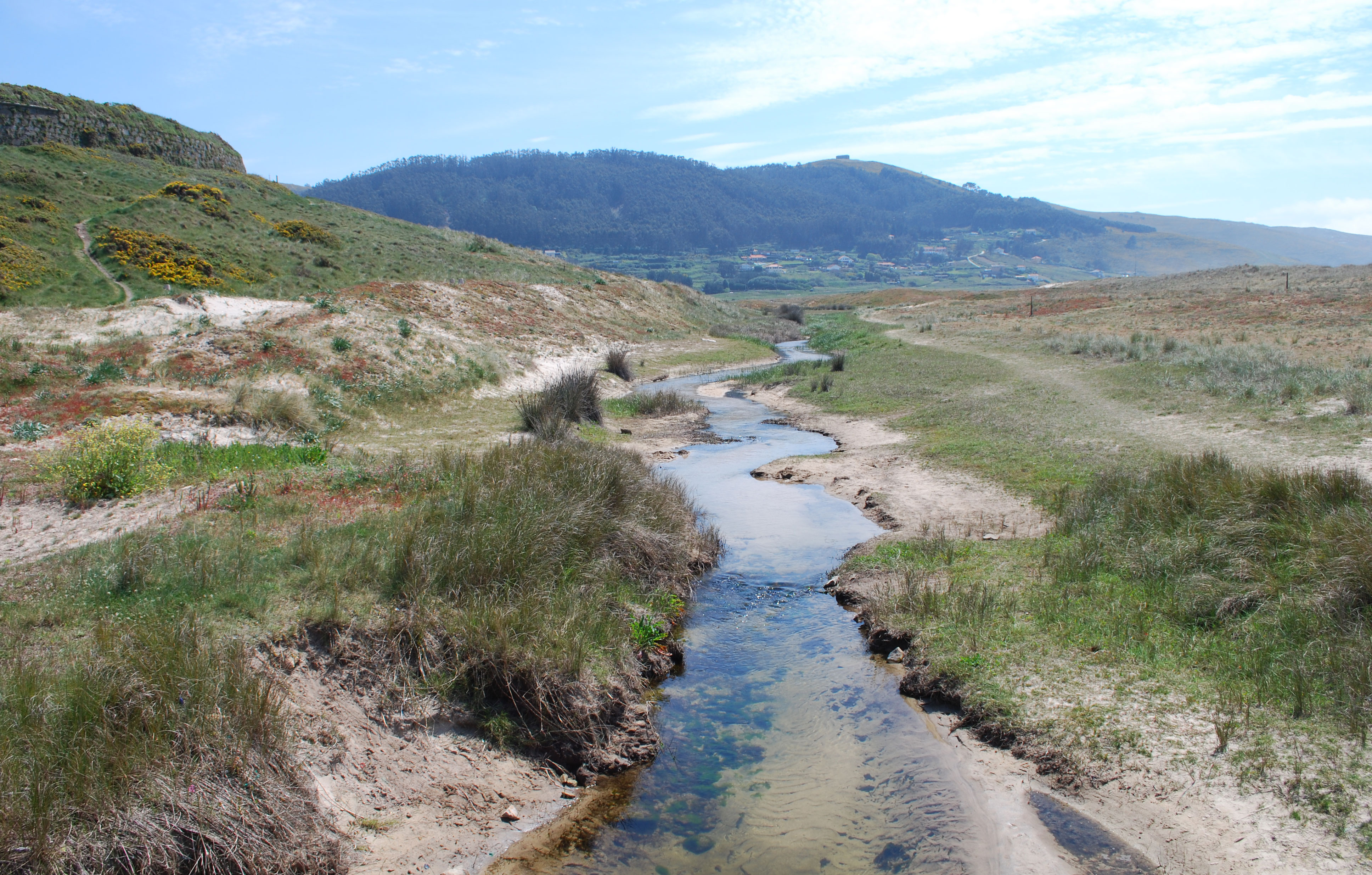
Desembocadura de la laguna.